# Onorificenza

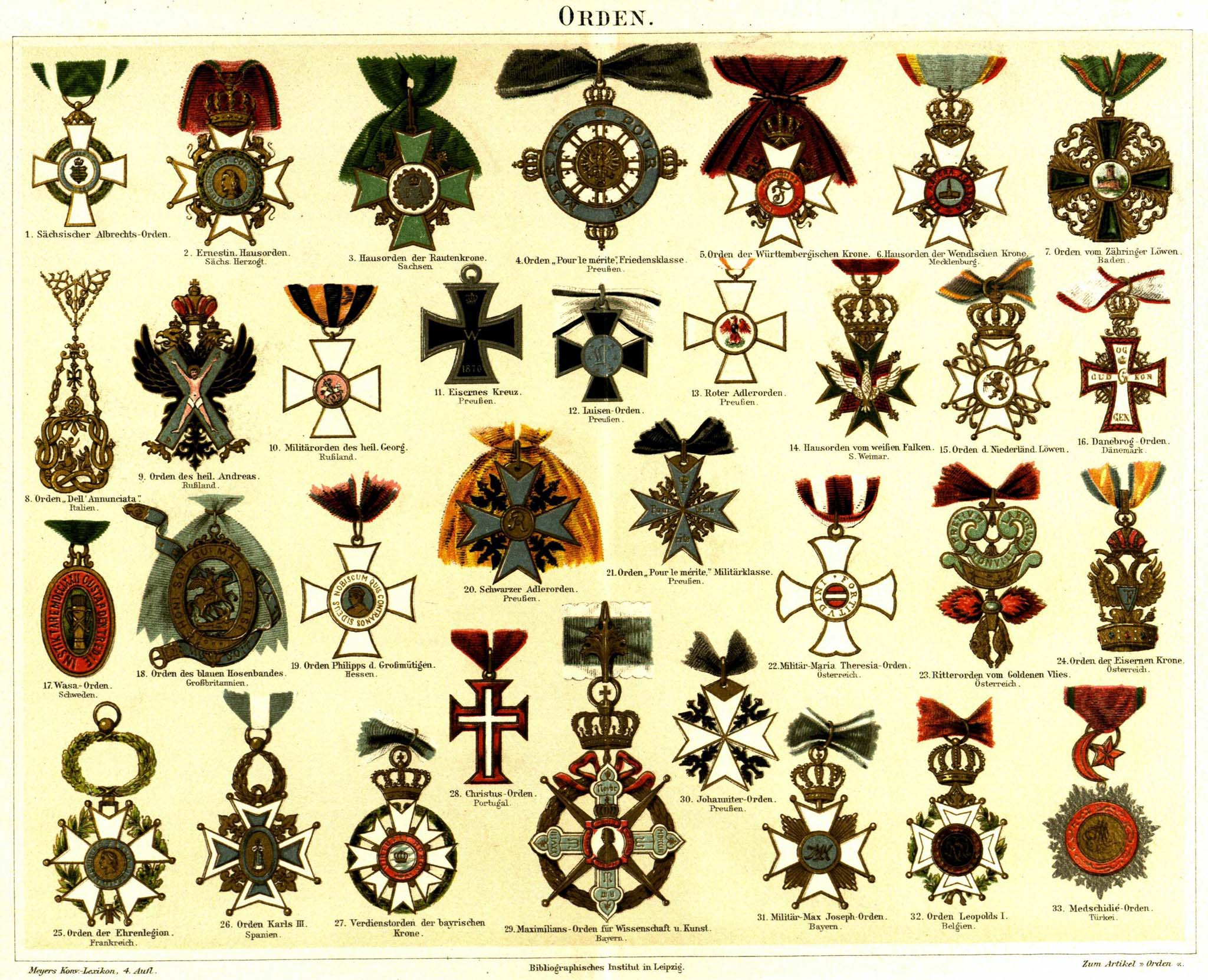
L'immagine, tratta dall'enciclopedia Meyers Konversations-Lexikon, illustra una raccolta di onorificenze assegnate da diversi paesi fino al 1890.

Per onorificenza, dell'etimo latino honorificentia «onore, motivo d’onore», si intende un segno di onore che viene concesso da un'autorità in riconoscimento di particolari atti benemeriti. Le onorificenze sono oggetto di studio della faleristica.
La diffusa dizione onoreficenza è considerata da alcuni una variante, da altri un errore.

## Onorificenze in Italia
In Italia ci sono 5 gradi di onorificenze dell'Ordine al merito della Repubblica Italiana, concesse dal Capo di Stato ogni 2 giugno (fondazione della Repubblica) e 27 dicembre (promulgazione della Costituzione):
- Cavaliere
- Ufficiale
- Commendatore
- Grande ufficiale
- Cavaliere di gran Croce[5]

## Onorificenze britanniche
- Victoria Cross
- George Cross
- Distinguished Service Cross
- Military Cross
- Distinguished Flying Cross
- Distinguished Conduct Medal
- Distinguished Service Medal
- Military Medal
- Dickin Medal
- Distinguished Service Order
- Order of the Bath
- Linnean Medal